# 比特幣歷史

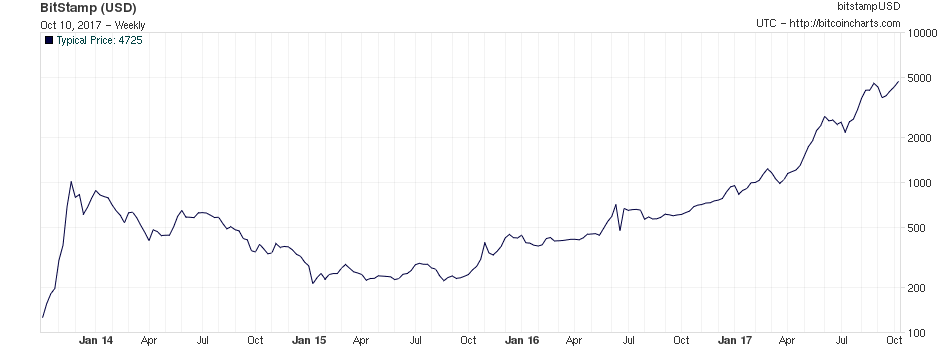
比特幣的價格最初為13.36美元，隨後在2013年11月29日來到歷史新高的1124.76美元；但之後逐漸下滑來到約700美元左右的範圍內

比特幣（bitcoin）是第一個加密電子貨幣，其特色是使用密碼學來控制貨幣的製造和管理，而非依賴特定的中央機構。然而，比特幣背後的科技和概念並非均為新創；其推測的幕後發明人中本聰結合了許多來自數位龐克社群的既有想法，創造了比特幣。

## 比特幣創建前
在比特幣發行之前，世界上已有存在種不同的「ecash」技術和產品，最早的起源來自大卫·乔姆和史戴分·布藍茲所提出之以發行者為主的ecash協議。接著許多以ecash協議為基礎的數位貨幣等產品開始出現，其中以亞當·貝克的「hashcash」、戴維(Wei Dai)的「b-money」、尼克·薩博的「bit-gold」，以及哈爾·芬尼在「hashcash」技術上發展的「RPOW」等。
當戴維和薩博正分別各自規劃「b-money」和「bit-gold」時，分尼實作出了「RPOW」：一種基於IBM可信平台模块硬體和遠端證明（remote attestation）的新形態「hashcash」。「RPOW」的特色在於可重複使用，且雖然控管權集中，但發行者沒有通脹壓力。
在薩博最初的「bit-gold」構想中，包括了利用以市場為基礎的機制來控制通脹。此外，包括拜占庭将军问题在內，薩博也鑽研了其他的分散式資產登記授權方式。

## 創建期
2008年11月，一份署名中本聰的論文被發表在網路上，其標題為《比特幣：對等網路電子現金系統》（Bitcoin: A Peer-to-Peer Electronic Cash System）。論文中詳細描述了如何使用對等網路來創造一種「不需依賴信任的電子交易系統」。2009年1月比特幣網路上線，推出了第一個開源的比特幣客戶端軟體，中本聰使用該軟體對第一個比特幣「區塊」（block，又稱為創始區塊，genesis block）進行「採礦」（mining），並獲得了第一批的50個比特幣。最初比特幣交易的價值由「bitcointalk」論壇上的使用者彼此協商，其中包括以10,000比特幣兌換一整個披薩。
在2010年8月6日，比特幣協議被發現重大漏洞，交易在登錄到記錄或「區塊鏈」（block chain）之前並沒有經過完整認證，讓使用者可以繞過比特幣的經濟限制設定，並製造出無上限的比特幣。8月15日，這個漏洞被惡意利用；一筆轉帳交易過程中產生了1840億比特幣，並分別轉送到比特幣網路上的兩個地址。在不到一小時內，這筆異常交易就被發現，並在漏洞修復後被從交易記錄上刪除，整個網路也更新為新版的比特幣協議。截至2014年2月，這是比特幣歷史上唯一發現並被利用的重大安全漏洞。

## 成長期
2011年6月起，維基解密和其他組織開始接受以比特幣支付的捐獻。電子前哨基金會（EFF）在開始接受比特幣後不久又暫停交易，該基金會指出新的貨幣系統缺乏法律上可供參考的前例，並表示他們「通常不會為任何形式的產品或服務背書。」電子前哨基金會在2013年5月7日宣布重新開始接受比特幣。2011年12月24日，「BitBills」公司的道格拉斯·費格森（Douglas Feigelson）向美國專利及商標局遞交了一份專利申請，其主題為「創造和使用數位貨幣」。這項申請在2013年6月被以现有技术為由駁回。

## 價格與匯率歷史
在可能造成歐洲主權債務危機的諸多原因中，金融犯罪打擊小組（FinCEN）所發表的一份聲明讓比特幣的法律地位和媒體關注度明顯提升。截至2023年9月，比特幣最高的價格是2021年11月的68,991美元。
| 日期   | BTC：USD         | 備註 |
| ------ | ---------------- | --- |
| 2010年 | 初始 400 : 1     | 在比特币论坛「bitcointalk」上，用户群自发交易中，产生了第一个比特币公允汇率。该交易是一名用户发送10,000比特币，购买了兩块价值25美元的披萨饼。比特币公开交易开始时，其汇率主要参考Mtgox交易所内比特币与美元的成交汇率。 |
| 2011年 | 最低 100 : 1     | 为了打破全球权威集团的金融封锁，维基解密刚宣布接受比特币捐助，全球最大的交易网站Mt. Gox就被黑客攻击，当时比特币价格迅速降到0.01$/BTC。 |
| 2012年 | 最高 1 : 33      | 2012年11月以前，比特币的最高汇率为33美元。在2012年8月，比特币的汇率为10美元左右。11月底，比特币的汇率为12.5美元左右。 |
| 2013年 | 最高 1 : 1200    | 3月30日，全部发行比特币按市价换算为美元后，总值突破为10亿美元。对美元的初始汇率2月開始，比特币的汇率由2月的20美元急升至4月的180美元，据此按照已经产出的比特币总数来计算，比特币的总市值约为20亿美元。5月30日，Facebook前高管Chamath Palihapitiya在彭博社发表文章预期，比特币将在10年内升值3,000倍。11月28日,比特币成交价首次突破1000美元。12月1日，比特币涨521%，价格首次超越1盎司黄金价格。 |
| 2014年 | 1 : 750-1000     | 2014年中旬，比特币汇率又一次因为比特币交易所Mt. Gox遭到黑客袭击急剧波动。原因是他们忽略了2013年2月19日更安全可靠的比特币0.8.0系统发行，没有及时更新自己的2011年操作系统，为黑客带来可乘之机。 |
| 2017年 | 最高約1 : 20000  | 2017年5月4日，比特幣價值首次突破15000美元，市值達250億美元以上，近期成交量大增，日本 bitFlyer 比特幣交易所的成交量比例為52.35%。11~12月初更大幅度上漲至近兩萬美金 |
| 2021年 | 最高約 1 : 65000 | 2021年11月以前，大部分新投資持續進入了比特幣相關基金。隨著比特幣在10月20日創下66974美元的歷史新高。 |

## 時間軸

### 名稱創建之前的研究
- 1982年，大卫·乔姆最早提出了不可追踪的密码学网络支付系统。[38]
- 1990年，喬姆将他的想法扩展为最初的密码学匿名现金系统，[39]这个系统就是后来所谓的ecash。[40]
- 1998年，戴维（Wei Dai）发表文章阐述一种匿名的、分布式的电子现金系统，他将其命名为“b-money”。[41]同一时期，尼克·薩博发明了“Bit gold”。[42][43]和比特币一样，“Bit gold”也设置类似的机制，用户通过竞争性地解决“工作量证明问题”，然后将解答的结果用加密算法串联在一起公开发布，构建出一个产权认证系统。“Bit gold”的一个变种是“可重复利用的工作量证明”，开发者是哈爾·芬尼。[43]
- 2008年，一位自称日裔美籍工程師的人中本聪在一个密码学网站[44]的邮件组列表中发表一篇论文，描述比特币的电子现金系统。

### 創始与发展
- 2009年1月3日，中本聪开创比特币對等網絡开源用户群节点和散列函数系统，从此，其对等网络和它的第一个区块链开始运行，他发行了最初的50个比特币。[45][46][47]
- 2010年5月22日：第一筆公開的比特幣購買實體物品的交易，是19歲的工程師史德文特（Jeremy Sturdivant）花費1萬個比特幣購買了2個披薩。[48]
- 2011年2月9日，比特幣價格首次突破1美元。[48]
- 2011年6月，维基解密泄露美国外交电报事件后，遭到全球权威集团的金融封锁之时，他们率先接受比特币捐助，使之转危为安。 [49][50]同时，深陷困境的维基解密创始人阿桑奇和谷歌当时的总裁埃里克·施密特秘密会晤时，阿桑奇向他详细解释了“无国度”的比特币。[51]
- 2012年10月，BitPay发布报告说，全球超过1000家商户通过他们的支付系统来接收比特币的付款。[52]
- 2013年3月，1/3专业矿工选用新问世的比特币专业挖矿芯片特殊應用積體電路ASICs（Application-Specific Integrated Circuits）。[53]
- 2013年10月，世界第一台比特幣櫃員機在加拿大溫哥華问世，由Robocoin公司所推出，允許使用者把比特幣兌換成為加元提取，每天最高上限為3千加元[54]；另一方面，使用者亦可以透過存入現金購入比特幣[55][56]。
- 2014年全球龍頭比特幣交易平台 Mt. Gox 方停止運作，用戶存入的 75 萬比特幣和 Mt. Gox 所持的 10 萬比特幣，均遭駭客透過系統漏洞竊取，比特幣最大的交易平台「Mt. Gox」在二月底確認遭駭，平台內的八十五萬個比特幣被竊，價值將近台幣五億元。總部位在日本東京的「Mt. Gox」公司向東京地方法院聲請破產保護之外，執行長「卡伯列」不久之後，也公開出面道歉。
- 2014年2月底，比特幣交易網站First Meta的28歲女執行長萊德科（Autumn Radtke）日前傳出在新加坡的住所死亡，外界盛傳萊德科是自殺身亡。
- 2014年2月28日，加拿大第一台比特币ATM也安放在一家咖啡厅的旁边。
- 2014年3月，知名銀行Flexcoin遭駭客盜領洗劫，被迫關門。Flexcoin 在 3月2日遭到攻擊，攻擊駭客將位於熱錢包的 896 枚比特幣洗劫一空，市價約達 60 萬美元。不過 Flexcoin 亦指出，用戶存放於離線空間「冷錢包」（cold wallet）的比特幣目前並未遭受攻擊尚安然無恙。
- 2014年3月8日，南韓首台比特币ATM亮相首尔的一家咖啡厅。
- 2014年3月15日，香港首台比特币ATM被授权给一家咖啡厅使用，位于旺角弥敦道的总统商业中心。[57]
- 2014年4月15日，中国大陸首台比特币ATM也将出现在上海张江高科技园区的一家名為IC咖啡的咖啡店内，而上海《第一财经日报》的记者於2014年4月14日率先体验这台比特币ATM，并且完成了这台機器在中國大陸的第一笔购买比特币的交易[58]。
- 2014年5月，台灣台北東區首台比特币ATM被授权给位于台北市大安區敦化南路1段151號的闊喜窩義式冰淇淋使用。
- 2014年7月，香港ANX推出全球首張比特幣簽帳金融卡[59]。
- 2014年9月，台灣BitoEX幣託將購買比特幣導入全家便利商店共2980間。[60]
- 2015年5月，香港[61]港星彭偉華成立的Mycoin比特幣交易網站採用傳銷式買賣比特幣最後周轉失靈，捲款潛逃，數千人受害。
- 2015年，前MtGox執行長馬克·科爾佩勒斯被日本警方逮捕。警方指控該公司社長對系統進行非法操作，虛增虛假帳戶的比特幣餘額，以盜取比特幣。[62][63]

#### 2017年

##### 1月至8月
- 2017年3月，一個比特幣的價格首次超過一盎司的黃金。[64]
- 2017年5月4日，比特幣價格首次突破1500美元，市值達250億美元以上。[65]
- 2017年5月15日，由於其他加密貨幣altcoin快速崛起，比特幣市值佔有率首次低於一半。
- 2017年5月20日，比特幣價格首次突破2000美元，市值達328億美元以上，但市值佔有率下跌到45%。
- 2017年6月15日，受中国央行全面禁止数字货币交易传闻的影响，比特币单日暴跌15%，3日内跌幅超30%[66]。
- 2017年7月21日，開始啟用Segwit2X。
- 2017年8月1日，不使用Segwit，而採取擴大區塊容量方案的硬分叉的比特幣現金(Bitcoin Cash, BCC, BCH)，於今日誕生。[48]
- 2017年8月13日，比特幣價格首次達到4000美元。[67]

##### 9月
- 2017年9月8日，有消息称中国决定在叫停首次代币发售（ICO）后，限定时间内陆续关闭中国境内所有的虚拟货币交易所，比特币当日跌幅超20%。财新网称已有业内人士确认此消息，但各交易平台称尚未收到消息[68][69]。财新网主编胡舒立报道称记者已从接近“互联网金融风险专项整治工作领导小组”的人士处确认了此消息，且该决议已经部署到地方[70]。由于中国区消息未得确认，导致比特币与境外平台相差最高至5000元人民币（约780美元），此后一周持续传言称中国区两大平台（okcoin与火币）将关闭，导致中国区交易平台的价格在23000元至28000元人民币间频繁波动。[來源請求]
- 2017年9月14日，比特币中国宣布根据中国有关部委文件精神，决定即日起停止资产交易平台新用户注册，9月30日停止所有交易业务，矿池等业务继续正常运营[71]。
- 2017年9月15日，证券时报报道，有关人士称监管机构已约谈并要求各交易平台最晚应于9月15日24时前发布公告，明确停止虚拟币交易的最终时间，北京市相关部门的清退公告也已流出并得到该人士确认。比特币兑换价格已自9月2日最高点32350元跌破至18000元左右，下跌超过40%。[72][73][74]多家中国平台发布有关公告[75][76]。
- 2017年9月16日，网络流传一份“关于部署‘阻断比特币海外交易行为’技术预案的通知”文档，引发多方关注。[77][78]

##### 10月
- 2017年9月底至10月，比特币价格继续波动、反弹[79]。华尔街各巨头CEO对比特币的态度不一[80][81]。韩国加力核查虚拟货币交易所，禁止首次代币发售（ICO）、代币保证金交易（借钱购买虚拟货币）[82][83]。迪拜正式推出名为“emCash”的加密货币，将用于支付政府和非政府服务费用[84]。
- 2017年10月11日，比特币价格突破5,000美元，隨後快速上漲至5500美元以上，而在5,500~5,700美元間徘徊。
- 2017年10月20日，UTC時間17時，比特币价格在6,000美元上下徘徊，創下歷史新高，而在同日13:39至15:14，在1小時35分中內，價格由5,640美元迅速上漲至5,975元。

##### 11月
- 2017年11月3日，比特币价格首次突破7000美元。
- 2017年11月19日，比特幣的美元計價價格首次突破8000美元大關，比7000美元只相差16日。
- 2017年11月26日，比特幣價格快速上漲，美元兌比特幣价格首次突破9000美元，比8000美元只相差了更短的7日，比上月增長了50%，今年來已升值8到10倍。
- 2017年11月28日，比特币交易价格首次突破10000美元[85][86]。

##### 12月
- 2017年12月7日，比特币交易价格首次突破15000美元及100000元人民幣

#### 2018年
- 2018年6月，比特币下跌趋势开始明朗
- 2018年12月，比特币较历史最高点下跌80%以上

#### 2021年
- 2021年1月，比特币突破3万美元大关
- 2021年1月7日，比特币突破4万美元大关
- 2021年2月16日，比特币突破5万美元大关
- 2021年3月13日，比特币突破6万美元大关
- 2021年3月13日，比特币回落到5.5万美元大关
- 2021年4月10日，比特币达到历史最高点6.48万美元
- 2021年6月9日，中美洲國家薩爾瓦多總統布克勒日前提出將比特幣訂為該國的法定貨幣，2021 年 6 月 9 日國會以 62 票（84 人）通過有關建議，獲大比數通過。薩爾瓦也成為全球首個以虛擬貨幣作為法定貨幣的國家。
- 2021年7月17日，比特币跌至3.2万美元
- 2021年10月21日，比特币达到历史最高点6.59万美元
- 2021年11月9日，比特币达到历史最高点6.83万美元
- 2022年10月4日，比特币回落到1.98万美元大关

32

## 資料來源
1. ↑  Jerry Brito and Andrea Castillo.  (PDF). Mercatus Center. George Mason University. 2013  [2013-10-22]. （原始内容 (PDF)存档于2013-09-21）.
2. ↑    - Chaum, David.  (PDF). Advances in Cryptology Proceedings of Crypto. 1983, 82 (3): 199–203  [2014-03-01]. （原始内容存档 (PDF)于2014-12-18）.
  - Chaum, David; Fiat, Amos; Naor, Moni.  (PDF). Lecture Notes in Computer Science.   [2014-03-01]. （原始内容存档 (PDF)于2011-09-03）.
3. ↑  .   [2018-03-06]. （原始内容存档于2016-10-21）.
4. ↑  Dai, W. . 1998  [2013-12-05]. （原始内容存档于2023-08-27）.
5. ↑  Szabo, Nick. . Unenumerated. Blogspot.   [2013-12-05]. （原始内容存档于2018-05-24）.
6. ↑  Nakamoto, Satoshi.  (PDF). 2008-11-01  [2012-12-20]. （原始内容存档 (PDF)于2017-12-08）.
7. 1 2 3  Wallace, Benjamin. . Wired. 2011-11-23  [2012-10-13]. （原始内容存档于2013-02-09）.
8. ↑  . 2008-10-31  [2014-03-01]. （原始内容存档于2012-12-28）.
9. ↑  . Mail-archive.com.   [2013-03-26]. （原始内容存档于2013-01-03）.
10. ↑  .   [2024-10-19]. （原始内容存档于2024-12-14）.
11. ↑  Nakamoto, Satoshi. . 2009-01-09. （原始内容存档于2012-09-04）.
12. ↑  . （原始内容存档于2012-07-16）.
13. 1 2  Sawyer, Matt. . Monetarism. 2013-02-26. （原始内容存档于2013-04-29）.
14. 1 2  . National Vulnerability Database. 2012-06-08  [2013-03-22]. （原始内容存档于2013-04-09）.
15. ↑  Nakamoto, Satoshi. .   [2013-10-15]. （原始内容存档于2013-10-15）.
16. ↑  Garzik, Jeff. .   [2013-10-15]. （原始内容存档于2013-10-16）.
17. ↑  Greenberg, Andy. . logs.forbes.com. 2011-06-14  [2011-06-22]. （原始内容存档于2012-07-07）.
18. ↑  . Eff.org. 2011-06-14  [2011-06-22]. （原始内容存档于2012-12-09）.
19. ↑  . Eff.org. 2013-05-17  [2013-05-21]. （原始内容存档于2014-03-27）.
20. ↑  . Let's Talk Bitcoin!. 2013-06-30  [2013-10-23]. （原始内容存档于2014-02-19）.
21. ↑  .   [2014-03-01]. （原始内容存档于2013-11-01）.
22. ↑  Traverse, Nick. . 3 April 2013. （原始内容存档于2013-04-29）.
23. ↑  Bustillos, Maria. . 2013-04-02. （原始内容存档于2013-04-29）.
24. ↑  Seward, Zachary. . 2013-03-28  [2013-04-09]. （原始内容存档于2013-04-29）.
25. ↑  . 2013-03-01. （原始内容存档于2013-04-29）.
26. ↑  . Fortune.   [2017-12-17]. （原始内容存档于2018-11-14）.
27. ↑  . Wired.   [2012-10-13]. （原始内容存档于2013-10-31）.
28. ↑  .   [2014-03-01]. （原始内容存档于2014-02-23）.
29. 1 2  . Bitcoincharts.   [2014-03-01]. （原始内容存档于2021-01-15）.
30. ↑  .   [2014-03-01]. （原始内容存档于2014-02-23）.
31. ↑  . cnbeta.   [31 March 2013]. （原始内容存档于2015-09-23）.
32. ↑  . Blockchain.info.   [28 October 2012]. （原始内容存档于2013-06-20）.
33. ↑  .   [2014-03-01]. （原始内容存档于2017-07-02）.
34. ↑  Chamath Palihapitiya，2013.5.30 Why I Invested in Bitcoin "over the next decade, being Gold 2.0 will suffice considering that it would represent a more than 3,000 times return." http://www.bloomberg.com/news/2013-05-30/bitcoin-the-perfect-schmuck-insurance.html （页面存档备份，存于）
35. ↑  .   [2014-03-01]. （原始内容存档于2019-09-09）.
36. ↑  .   [2014-03-01]. （原始内容存档于2014-01-19）.
37. ↑  "With bitcoin 0.8.0 (released 19 feb 2013) a breaking change......We did not notice this change......" http://www.forbes.com/sites/leoking/2014/02/13/mt-gox-ceo-mark-karpeles-responds-to-widespread-bitcoin-criticism/1/ （页面存档备份，存于）
38. ↑  David Chaum, Blind signatures for untraceable payments （页面存档备份，存于）, Advances in Cryptology - Crypto '82, Springer-Verlag (1983), 199–203.
39. ↑  Chaum, David; Fiat, Amos; Naor, Moni.  (PDF). Lecture Notes in Computer Science.   [2014-03-01]. （原始内容存档 (PDF)于2011-09-03）.
40. ↑  Steven Levy. . Wired. 1994–2012  [2018-01-10]. （原始内容存档于2014-03-19）.
41. ↑  Wei Dai. . 1998  [2014-03-01]. （原始内容存档于2023-08-27）.
42. ↑  . IEEE Spectrum.   [2018-01-10]. （原始内容存档于2012-06-04）. Around the same time, Nick Szabo, a computer scientist who now blogs about law and the history of money, was one of the first to imagine a new digital currency from the ground up. Although many consider his scheme, which he calls “bit gold,” to be a precursor to Bitcoin
43. 1 2  Nick Szabo. .   [2018-01-10]. （原始内容存档于2018-05-10）. My proposal for bit gold is based on computing a string of bits from a string of challenge bits, using functions called variously "client puzzle function," "proof of work function," or "secure benchmark function.". The resulting string of bits is the proof of work.... The last-created string of bit gold provides the challenge bits for the next-created string.
44. ↑  metzdowd.com
45. ↑  .   [2014-03-01]. （原始内容存档于2013-10-15）.
46. ↑  .   [2014-03-01]. （原始内容存档于2014-03-26）.
47. ↑  .   [2014-03-01]. （原始内容存档于2013-03-16）.
48. 1 2 3  .   [2018-01-10]. （原始内容存档于2019-05-24）.
49. ↑  Greenberg, Andy. . Blogs.forbes.com. 2011-06-14  [2011-06-22]. （原始内容存档于2012-07-07）.
50. ↑  Worstall, Tim. .   [2018-01-10]. （原始内容存档于2020-11-11）.
51. ↑  . wikileaks.org.   [2018-01-10]. （原始内容存档于2021-03-17）.
52. ↑  . American Banker.   [12 October 2012]. （原始内容存档于2014-04-12）.
53. ↑  Ward, Mark. . 2013-03-28  [2018-01-10]. （原始内容存档于2020-11-11） –www.bbc.co.uk.
54. ↑  蕭麗君／綜合外電報導. . 工商時報. 2013-10-31  [2013-12-30]. （原始内容存档于2019-12-05） （中文（繁體））.
55. ↑  . 星島日報. 2013-10-31  [2018-01-10]. （原始内容存档于2019-12-04） （中文（繁體））.
56. ↑  . 數位時代. 2014-01-05  [2018-01-10]. （原始内容存档于2020-09-18）.
57. ↑   （页面存档备份，存于） 中国首台比特币ATM今登陆上海张江 比特币ATM来了！第一财经日报 2014年4月15日
58. ↑  . 第一财经日报严湘君. 2014年4月15日  [2018-01-10]. （原始内容存档于2019-09-09） （中文（繁體））.
59. ↑  .   [2018-01-10]. （原始内容存档于2019-11-14）.
60. ↑  BitoEX. . www.bitoex.com.   [2018-01-10]. （原始内容存档于2020-11-27）.
61. ↑  .   [2018-01-10]. （原始内容存档于2019-12-06）.
62. ↑  . 日本經濟新聞. 2015-07-31  [2018-01-10]. （原始内容存档于2019-08-08） （中文（繁體））.
63. ↑  . 日本經濟新聞. 2015-07-31  [2018-01-10]. （原始内容存档于2019-08-08） （中文（繁體））.
64. ↑  . 2017-03-03  [2018-01-10]. （原始内容存档于2020-11-25）.
65. ↑  .   [2018-01-10]. （原始内容存档于2021-04-12）.
66. ↑  . 华夏时报. 2017-06-15  [2017-09-08]. （原始内容存档于2017-09-08）.
67. ↑  .   [2018-01-10]. （原始内容存档于2017-08-14）.
68. ↑  . 新浪财经. 2017-09-08  [2017-09-08]. （原始内容存档于2019-09-05）.
69. ↑  . 2017-09-09  [2017-09-15]. （原始内容存档于2019-09-10）.
70. ↑  . 财新网. 2017-09-08  [2017-09-08]. （原始内容存档于2021-02-13）.
71. ↑  . 华尔街见闻. 2017-09-14  [2017-09-14]. （原始内容存档于2017-09-14）.
72. ↑  . 新浪新闻. 澎湃新闻. 2017-09-15  [2017-09-15]. （原始内容存档于2019-09-05）.
73. ↑  证券时报网. . 凤凰财经. 2017-09-15  [2017-09-15]. （原始内容存档于2019-09-02）.
74. ↑  IT之家. . 搜狐. 2017-09-15  [2017-09-15]. （原始内容存档于2019-12-05）.
75. ↑  庞邺. . 金色财经. 2017-09-15  [2017-09-17]. （原始内容存档于2019-11-19）.
76. ↑  庞邺. . 金色财经. 2017-09-16  [2017-09-17]. （原始内容存档于2019-12-03）.
77. ↑  比特币中文网. . 中金在线. 2017-09-17  [2017-09-17]. （原始内容存档于2017-09-17）.
78. ↑  小川木. . BTC123. 2017-09-17  [2017-09-17]. （原始内容存档于2017-09-17）.
79. ↑  . 快讯通财经. 2017-10-03  [2017-10-04]. （原始内容存档于2019-09-02）.
80. ↑  . 华尔街见闻. 2017-10-04  [2017-10-04]. （原始内容存档于2017-10-04）.
81. ↑  . 路透社. 2017-10-04  [2017-10-04]. （原始内容存档于2019-12-05）.
82. ↑  . 华尔街日报.   [2017-10-04]. （原始内容存档于2017-10-04）.
83. ↑  . 经济观察网. 2017-10-03  [2017-10-04]. （原始内容存档于2019-09-02）.
84. ↑  . 新浪财经. 2017-10-03  [2017-10-04]. （原始内容存档于2019-09-02）.
85. ↑  FX168财经. . 搜狐. 2017-11-28  [2017-11-28]. （原始内容存档于2019-12-05）.
86. ↑  . 新浪科技.   [2017-11-28]. （原始内容存档于2019-09-02）.

## 外部連結
- 比特幣官方網站 （页面存档备份，存于）
- 比特幣Wiki上的比特幣歷史